# Reinigungsalkohol

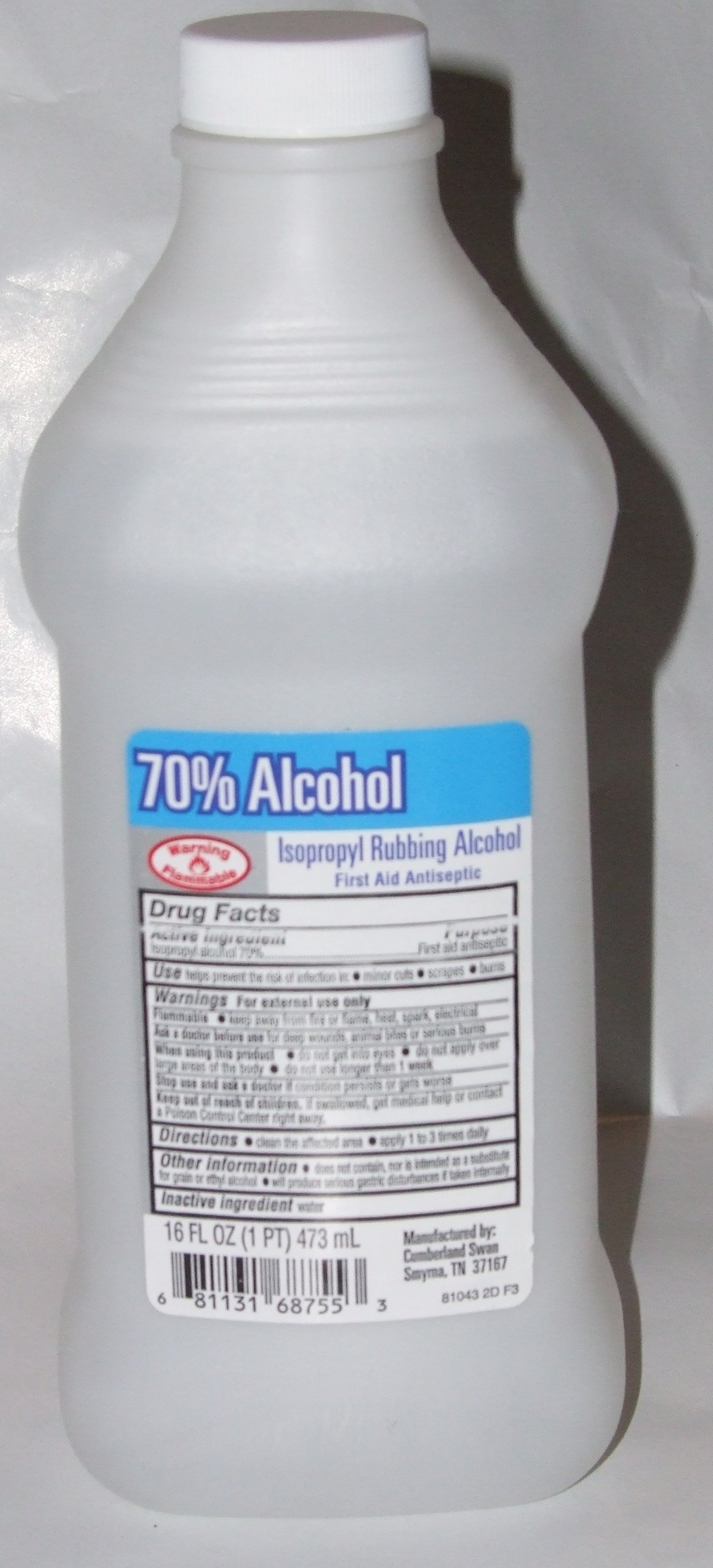
Eine Flasche Reinigungsalkohol (Isopropanol) aus den USA zur Wunddesinfektion.

Reinigungsalkohol (engl.: rubbing alcohol) ist ein zur Reinigung, Desinfektion, Körperpflege oder als Lösungsmittel bestimmtes Alkoholgemisch. Üblich sind Isopropanol oder vergälltes Ethanol. Isopropanol ist nicht berauschend, leicht reizend und ungenießbar, durch die Vergällung sind auch Produkte aus Ethanol nicht zum Verzehr geeignet und werden anders besteuert als trinkbarer Alkohol. Reinigungsalkohol auf Basis von Ethanol ist chemisch mit Brennspiritus identisch. Reinigungsalkohol ist flüchtig und brennbar.

## International
Alkoholische Tinkturen waren in den Vereinigten Staaten als Einreibung zur Belebung und Desinfektion verbreitet. Während der Alkohol-Prohibition im 19. und frühen 20. Jahrhundert wurde die Bezeichnung „rubbing alcohol“ (Einreibungs-Alkohol) benutzt, um eine Verwechslung mit dem (verbotenen) Trinkalkohol zu vermeiden. Aus vergälltem Ethylalkohol wurde während der Prohibition versucht, trinkbare Alkoholika zu erstellen.
In Großbritannien ist die Bezeichnung „surgical alcohol“ (medizinischer/chirurgischer A.) verbreitet.
In Italien wird vergällter Reinigungsalkohol („alcool denaturato“), um eine Verwechslung mit Trinkalkohol zu vermeiden, häufig mit Zusatzstoffen rosa eingefärbt oder parfümiert.

## Alternativen
Der im Handel in Deutschland verbreitete Reinigungsalkohol ist hochprozentiger (>99 %) Isopropylalkohol. Als Händedesinfektionsmittel wird eine 60-%-80 % Konzentration von Reinigungsalkoholen mit weiteren Zutaten (Glycerin, destilliertes Wasser) verwendet. Zur sterilen Reinigung, Entfernung von Kleberesten auf der Haut (z. B. Wundschnellverband) wird auch Wundbenzin verwendet, das chemisch anders zusammengesetzt ist und nicht antibakteriell wirkt.

## Belege
1. ↑  Chemische Werke Kluthe GmbH: Desinfektionsmittel nach WHO-Rezeptur. In: Kluthe Magazin. 26. Januar 2021, abgerufen am 6. Februar 2024 (deutsch).